# Convención sobre la Plataforma Continental
La Convención sobre la Plataforma Continental fue un tratado internacional creado para codificar las normas de derecho internacional relacionadas con las plataformas continentales. El tratado, después de entrar en vigor el 10 de junio de 1964, estableció los derechos de un estado soberano sobre la plataforma continental que lo rodea, si es que existe. El tratado fue uno de los tres acordados en la primera Convención de las Naciones Unidas sobre el Derecho del Mar (UNCLOS I). Desde entonces ha sido reemplazado por un nuevo acuerdo alcanzado en 1982 en UNCLOS III. 
El tratado abordó siete temas: el régimen que rige las aguas y el espacio aéreo adyacentes; tendido o mantenimiento de cables submarinos o tuberías; el régimen que rige la navegación, la pesca, la investigación científica y la competencia del estado costero en estas áreas; delimitación; túneles.

## Antecedentes históricos
La Convención sobre la Plataforma Continental reemplazó la práctica anterior de las naciones que tenían soberanía sobre solo una franja muy estrecha del mar que las rodeaba, con algo más allá de esa franja considerada Aguas Internacionales. Esta política se usó hasta que el presidente de los Estados Unidos, Harry S Truman, proclamó que los recursos en la plataforma continental contigua a los Estados Unidos pertenecían a los Estados Unidos a través de una Orden Ejecutiva el 28 de septiembre de 1945. Muchas otras naciones rápidamente adaptaron políticas similares, la mayoría afirmando que su porción del mar se extendía ya sea 12 o 200 millas náuticas desde su costa. 

## Derechos de los estados
El artículo 1 de la convención definió el término plataforma en términos de explotabilidad en lugar de basarse en la definición geológica. Definió una plataforma "al fondo marino y al subsuelo de las áreas submarinas adyacentes a la costa pero fuera del área del mar territorial, a una profundidad de 200 metros o, más allá de ese límite, hasta donde la profundidad de las aguas adyacentes admite explotación de los recursos naturales de dichas áreas" o "al fondo marino y subsuelo de áreas submarinas similares adyacentes a las costas de las islas".
Además de describir lo que es legal en las áreas de la plataforma continental, también dicta lo que no se puede hacer en el Artículo 5.

## Participantes
| País                 | Año de ratificación | País              | Año de ratificación |
| Albania              | 1964                | Mauricio          | 1970                |
| Australia            | 1963                | México            | 1966                |
| Bielorrusia          | 1961                | Países Bajos      | 1966                |
| Bosnia y Herzegovina | 1994                | Nueva Zelanda     | 1965                |
| Bulgaria             | 1962                | Nigeria           | 1961                |
| Camboya              | 1960                | Noruega           | 1971                |
| Canadá               | 1970                | Polonia           | 1962                |
| Colombia             | 1960                | Portugal          | 1963                |
| Costa Rica           | 1972                | Rumania           | 1961                |
| Croacia              | 1992                | Federación Rusa   | 1960                |
| Chipre               | 1974                | Senegal           | 1961                |
| República checa      | 1993                | Sierra Leona      | 1966                |
| Dinamarca            | 1963                | Eslovaquia        | 1993                |
| República Dominicana | 1964                | Islas Salomón     | 1981                |
| Fiji                 | 1971                | Sudáfrica         | 1963                |
| Finlandia            | 1965                | España            | 1971                |
| Francia              | 1965                | Suazilandia       | 1970                |
| Grecia               | 1972                | Suecia            | 1966                |
| Guatemala            | 1961                | Suiza             | 1966                |
| Haití                | 1960                | Tailandia         | 1968                |
| Israel               | 1961                | Tonga             | 1971                |
| Jamaica              | 1965                | Trinidad y Tobago | 1968                |
| Kenia                | 1969                | Uganda            | 1964                |
| Letonia              | 1992                | Ucrania           | 1961                |
| Lesoto               | 1973                | Reino Unido       | 1964                |
| Madagascar           | 1962                | Estados Unidos    | 1961                |
| Malawi               | 1965                | Venezuela         | 1961                |
| Malasia              | 1960                | Yugoslavia        | 1966                |
| Malta                | 1966                |                   |                     |

## UNCLOS II y III
En 1960, las Naciones Unidas celebraron otra conferencia sobre las Leyes del Mar, UNCLOS II, pero no se alcanzaron acuerdos. Sin embargo, se convocó otra conferencia en 1973 para abordar los problemas. UNCLOS III, que duró hasta 1982 debido a un consenso requerido, ajustó y redefinió muchos principios establecidos en el primer UNCLOS. La nueva definición de la plataforma continental en la nueva Convención dejó obsoleta la Convención de 1958 sobre la Plataforma Continental. La razón principal de esto fueron los avances tecnológicos.